# Політичні партії Японської імперії
Політичні партії Японської імперії (яп. 日本の戦前の政党)  почали створюватись (організовуватись) в Японії після запровадження реформи державного правління в країні відомої як «Реставрації Мейдзі», і поступово почали збільшувати своє політичне значення (вплив) після проголошення «Конституції Великої Японської імперії» та створення парламенту Японської імперії. Під час періоду Тайшо японська парламентська демократія, була заснована на партійній політиці, тимчасово досягла успіху в Японській імперії, але в 1930-х роках вплив та незалежність японських політичних партій були затьмарені японськими військовими і зрештою були розпущені в 1940-х роках під час Другої світової війни.

## Генезис японських політичних партій
Незабаром після запровадження в Японії реформи державного правління відомої як «реставрації Мейдзі» в Японській імперії виникли різні політичні асоціації. Серед них були групи незадоволених які складались переважно з безробітних самураїв, які прагнули або повалити новостворений японський уряд і повернутися до часів феодалізму де влада в Японії перебувало під контролем Сьоґуна, або розпочати військове вторгнення на територію Корею (див. Дебати про завоювання Кореї), завдяки чому їхні навички воїнів знову будуть потрібні державі. До них також входили міські інтелектуали та сільські землевласники, які були частиною ліберального «Руху за свободу та права народу», які прагнули створення «національних зборів» і проголошення письмової японської національної конституції.
Обидві групи викликали однакову підозру та зневагу з боку новоствореної японської олігархії які з'явились завдяки «реставрації Мейдзі», і ця олігархія відреагувала досить швидко, запровадивши кілька репресивних законів щодо публічних зібрань, преси та політичних дискусій. Японський уряд епохи правління імператора Мейдзі прийшов до влади завдяки еліті самураїв які були вихідцями з певних японських кланів (ханбацу), і ґенро відчували загрозу з боку всього, що хоч трохи схоже на республіканізм чи демократію.
У цей період провідними японськими політичними й державними діячами що робили кроки по легалізації японських політичних партій були Ітаґакі Тайсуке та Окума Сіґенобу. Ітаґакі Тайсуке створив першу в Японській імперії політичну партію «Патріотична громадська партія» в 1873 році в Токіо, щоб подати петицію до японської державної влади про скликання виборчих зборів, а також подібну регіональну партію в Осаці, яка називалась «Патріотичне товариство». Ці групи були основою для створення «Ліберальна партія Японії», заснованої в 1881 році як першої японської національної партії. Окума Сіґенобу заснував «Партія конституційних реформ» у 1882 році, яка складалась в основному з міської еліти. У відповідь японські олігархи дали відсіч, створивши того ж року власну партію «Конституційно-монархічна партія»

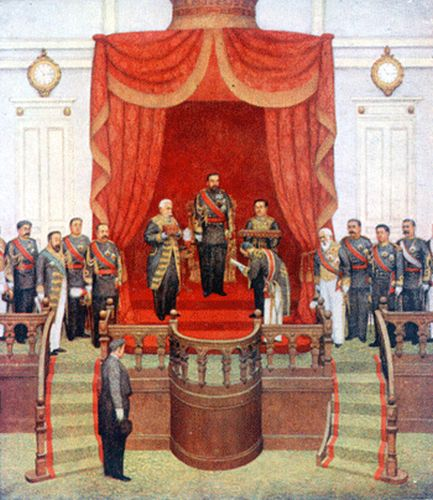
Відкриття першого сейму (парламенту) Японської імперії 1890 рік. (Меморіальна картинна галерея Мейдзі)

Тим часом незадоволені колишні самураї висловили своє невдоволення станом справ в Японській імперії і вчинили серію повстань, включаючи Саґське повстання 1872 року та інші, які переросли в «південно-західну війну». Після придушення цих повстань військовою силою, японський уряд також прийняв «Закон про збереження миру. А через два роки в 1889 році, японський уряд видав «Конституцію Великої Японської імперії».

## Панування японської олігархії
Створення парламенту Японської імперії в листопаді 1890 року ознаменувалося інтенсивним суперництвом між впливовим неконституційним органом імперії який мав назву ґенро, які залишили за собою право призначати прем’єр-міністра та членів кабінетів міністрів Японської імперії, незалежно від того, чого хоче і прагне обраний японський уряд, та японські політичні партії, які були безсилі через свою неспроможність об’єднатися і таким чином контролювати Палату представників парламенту Японської імперії. «Партія конституційних реформ» поступово почала втрачав підтримку серед японського народу, і її наздогнали проолігархічні партії, поки ця партія не була реформована як «Shimpotō» у 1896 році.
Жодна з японських політичних партій, чи то проолігархічних, чи то антиолігархічних, не мала влади в Палаті перів парламенту Японської імперії, а також не мала значної влади в сільській місцевості, оскільки ключових місцевих чиновників (можновладців) призначало безпосередньо бюрократія яка знаходилась в столиці імперії в місті Токіо.

## Поява партійного правління в Японській імперії
«Дзіюто» і «Сімпото» об’єдналися в 1898 році, щоб виступити проти нових планів запровадити додаткове оподаткування, які запропонував прем’єр-міністром Японської імперіх паном Іто Хіробумі, і сформували нову японську політичну партію «Кенсейто», яка отримала на наступних виборах більшість місць у парламенті Японської імперії. Через поразку на виборах пан Іто Хіробумі пішов у відставку, і його на посаді очільника японського уряду замінив Окума Сігенобу, політична партія якого вперше прийшла до влади в Японській імперії. Попри на те, що японський уряд на чолі якого стояв Окума Сігенобу впав за кілька місяців після його створення, це все одно створило в японській політичній системі відповідний прецедент коли переможець парламентських виборів мав можливість сформувати японський уряд.
В майбутньому політична партія «Кенсейто» перетворився на «Kenseitō Hontō», а потім у «Конституційна націоналістична партія» у 1910 році. Пан Іто Хіробумі приєднався до політичного протистояння в Японській імперії і  організував нову політичну партію «Асоціація друзів конституційного правління» у 1900 році, щоб поєднати елементи колишнього «Jiyutō» з елементами олігархії і бюрократії. Більш консервативні елементи японського політикуму згуртувалися навколо Кацура Таро та його «Асоціація товаришів Конституції», яка у 1916 році оновилась як «Кенсейкай». З 1922 року майже вся японська політична система зводилась до суперництва між «Асоціація друзів конституційного правління» та «Асоціація конституційної політики», а не протистоянням японських політичних партій з японською олігархією.
У цей період в японській політичній системі з’явилася дивовижна кількість партій, які виступали за впровадження в Японській імперії соціалізму, марксизму чи аграризму. Усі вони викликали ворожість з боку основних японських політичних партій, японської олігархії та японських військовиків, і багато з них були або просто заборонені, або пішли в підпілля незабаром після створення. Після успішної більшовицької революції в Росії та появи профспілок в Японській імперії виникли Ніхон Шакай Шугі Домей (1920), Комуністична партія Японії (1922) та інші ліві партії.

## Вплив японських військових
Головною загрозою для тогочасної представницької демократії яка була тільки започаткована в Японській імперії виявилася саме в елементах які входили до складу японської армії, а не від японських ліві партії. Відповідно до проголошеної Конституції Мейдзі, міністр армії (який був військовим міністром) і міністр військово-морського флоту призначалися відповідними японськими відомствами, а не прем'єр-міністром Японської імперії. Японські військові також підпорядковувалися безпосередньо лише японському імператору, а не обраному на виборах японському уряду. У 1912 році було ухвалено закон, який обмежував право бути міністром армії чи флоту виключно генералами чи адміралами які перебували на дійсній військовій службі, призвів до непередбачуваного результату, давши японським військовим колам цінний козир які вони використовували проти японського урядом, коли прем’єр-міністр Японської імперії пан Уехара Юсаку пішов у відставку через те, що японський парламент не ухвалив його бюджет із запитом на виділення коштів для двох додаткових армійських дивізій. Відмова японської армії призначити наступника призвела до повалення всього японського уряду.

## Японська парламентська демократія в період Тайшо
Японські військові кола не відразу скористалися своєю прерогативою мати можливість контролювати формування уряду Японської імперії, тому в період Тайшо кілька японських урядових адміністрацій у 1918–1922 та 1924–1932 роках діяли переважно без впливу та втручання японських військових. У 1927 році політична партія «Кенсейкай» реорганізувався як «Конституційно-демократична партія», яка з 1927 по 1932 рік змінював почергово владу в Японській імперії з політичною партією «Асоціація друзів конституційного правління». Прем'єр-міністрів Японської імперії продовжував обиратись неконституційний органі Японської імперії «ґенро», так було обрано Сайондзі Кінмочі (протеже Іто Хіробумі), але його вибір під час тогочасного періоду відображав силу політичної партії в японському парламенті. Псевдо двопартійна система в Японській імперії в цей період називається «Установлена практика конституційної політики» (яп. 憲政の常道). До них належали Хара Такасі, Такахасі Корекійо, Кійора Кейґо, Като Такаакі, Вакацукі Рейдзіро, Танака Ґіїті, Хамаґуті Осаті та Інукай Цуйосі.

## Японське військове правління в часи періоду Сьова
Кількість виборців в Японській імперії зросла вчетверо після ухвалення «Закону про загальне виборче право чоловіків» у 1925 році, який надавав право голосу всім чоловікам які були старше 25 років. Зі збільшенням державних витрат, які були необхідних для проведення державних виборів, вплив японської олігархії дзайбацу на японські політичні партії також зростав. На початку епохи Сьова ця змова між японськими політиками та японськими урядовцями призвела до збільшення гучних корупційних скандалів в Японській імперії що спричинило до зростання невдоволення обраного японського уряду з боку японської громадськості загалом і японських військових зокрема. Деякі військові використали це невдоволення, щоб денонсувати Лондонський морський договір і сприяти проведенню реформи державного правління в Японській імперії відомої як реставрації Сьова.
Вбивство прем’єр-міністра Японської імперії пана Інукаї Цуйосі під час інциденту 15 травня (1932) руками молодих японських радикалів з військово-морського флоту Японської імперії, які проголошували необхідність проведення політичних реформ, поклало початок швидкому падінню японської цивільної влади та впливу політичних партій в Японській імперії. Після вбивства Інукай Цуйосі кожен наступний японський прем’єр-міністр був або військовим, або мав мілітаристські та/або ультранаціоналістичні переконання (світогляд). Коли японський військовий вплив на суспільство посилився наприкінці 1930-х років, японський імперський генеральний штаб розпочав широкомасштабне вторгнення до Республіки Китай. Тоді японське військове керівництво посилило тиск на суспільство й політиків, щоб інші політичні партії об’єдналися в єдину національну організацію, що надало б японському уряду єдиний голос, який називали «Весь світ під одним дахом». Ця зміна японської політичної системи до однопартійної держави відбулася в 1940 році за правління прем'єр-міністра Коное Фумімаро, коли всі японські політичні партії, що залишилися в тогочасній Японській імперії, приєдналися до Асоціації сприяння імперському правлінню.

## Хронологія створення японських політичних партій та важливих політичних подій
- 1874: Патріотична громадська партія
- 1881: Патріотичне товариство її наступником стала  Ліберальна партія Японії.
- 1882: Партія конституційних реформ (Конституційна прогресивна партія), заснована Окумою Сігенобу.
- 1882: Конституційно-монархічна партія. Заснована японськими консерваторами.
- 1887: Ухвалення Закону про збереження миру
- 1889: Проголошення Конституції Великої Японської імперії
- 1890: Відкриття парламенту Японської імперії
- 1890: Створення Ліберальної партії
- 1891: Створення Східної ліберальної партії. Заснована Оі Кентаро
- 1891: Ліберальна партія була перейменована на Прогресивну партію.
- 1896: Створення Партія конституційних реформ яка стала продовженням Прогресивної партії
- 1898:Обєднання Rikken Jiyutō та Прогресивної партії щоб створити Kenseitō (Партія конституційної політики)
- 1900: Конституційна партія була захоплена японською олігархією і було перетворено на Асоціація друзів конституційного правління
- 1900: Ухвалення  Закону про громадський порядок і поліцію
- 1910: Фракція колишньої політичної партії Kenseitō утворює Конституційна націоналістична партія
- 1912: Початок періоду Тайсьо
- 1913:Фракція Конституційна націоналістична партія формує Асоціація товаришів Конституції.
- 1916: Асоціація товаришів Конституції стає Асоціація конституційної політики
- 1920: Створено Nihon Shakai Shugi Domei
- 1922: Заснування Комуністичної партії Японії
- 1925: Закон про збереження миру
- 1925: Ухвалення Закон про загальне виборче право чоловіків
- 1926: Засновано Nihon Rōnōtō (Партія робітників-фермерів Японії), Rōdō Nōmintō (Партія робітників-фермерів), та Shakai Minshutō (Соціалістична народна партія)
- 1928 Інцидент 15 березня 1928 року
- 1929: Інцидент 16 квітня
- 1922: Конституційна націоналістична партія приєднується до Реформістського клубу, яка пізніше зливається з Асоціація друзів конституційного правління.
- 1925: Прийняття законів про загальне виборче право чоловіків
- 1926: Початок періоду Сьова
- 1927: Конституційно-демократична партія перетворюється в Kenseikai
- 1930: Вбивство Прем'єр-міністра Японської імперії Хамагуті
- 1931: Березневий інцидент та Жовтневий інцидент
- 1932: Інцидент 15 травня; вбивство прем'єр-міністра Японської імперії Інукаї
- 1933: Створено профашистську політичну партію Кокумін Домей
- 1936: Інцидент 26 лютого: прем'єр-міністр Японської імперії Окада Кейсуке зумів уникнути вбивства.
- 1936: Створено профашистську політичну партію Тохокай
- 1937: Інцидент Народного фронту
- 1940: Створення Асоціація допомоги трону

## Перелік довоєнних політичних партій Японської імперії
Це частковий перелік політичних партій що діяли в Японській імперії до початку Другої світової війни.
- Патріотична громадська партія, 1874-1874 заснований Ітаґакі Тайсуке
- Патріотичне товариство, 1875 та 1878-1891, заснована Ітаґакі Тайсуке
- Ліберальна партія Японії: 1881 - 1884 організовані Ітаґакі Тайсуке та Ґото Сьодзіро
- Східна ліберальна партія: 1891 - 1893 заснована Оі Кентаро.
- Конституційно-монархічна партія 16 березня 1882 - 24 вересня 1883
- Партія конституційних реформ: 1882-1896, заснований Окума Сіґенобу
- Національна асоціація червень 1892 - липень 1899,  заснована Сайґо Цуґумічі
- Союз Асоціацій листопад 1892 - травень 1894.
- Асоціація однодумців грудень 1892 - травень 1894,
- Прогресивна партія Тюгоку: 4 травня 1894 - людтий 1896. Заснованик Інукай Цуйосі
- Партія Конституційних Інновацій 9 травня 1894 - лютий 1896.
- Прогресивна партія (Японська імперія): 1 березень 1896 - 20 червня 1898, заснований Окума Сіґенобу
- Автентична конституційна партія 3 листопада 1898 року - 13 березня 1910. заснована Окума Сіґенобу
- Конституційна партія 1889-1900, заснований Окума Сіґенобу та Ітаґакі Тайсуке
- Імперська партія, 5 липня 1899 - 23 грудня 1905
- Товариство відновлення (Японська імперія) 20 грудня 1906 - грудень 1908
- Товариство відродження (Японська імперія) 21 грудня 1908 - грудень 1910
- Клуб Бошин 21 грудня 1908 - березень1910
- Клуб однодумців грудень 1905 - березень 1910 року.
- Центральний клуб (Японська імперія) 1 березня 1910 - 5 лютого1913
- Конституційна націоналістична партія (Японська імперія) 14 березня 1910 - 1 вересня 1922
- Асоціація старих друзів (Японська імперія) грудень 1912 - грудень 1913
- Клуб друзів конституції (Японська імперія) лютий 1913- грудень 1913
- Товариство неупередженості (Японська імперія) 1913-1916
- Асоціація товаришів Конституції: 1913-1916, засновник Кацура Таро
- Клуб дружби (Японська імперія) 1915 - 1916
- Асоціація справедливості (Японська імперія) грудень 1916 - січень 1917
- Асоціація конституційної політики 1916-1925, заснована Като Такаакі
- Клуб чистоти та гармонії (Японська імперія) лютий 1918 - грудень 1918
- Клуб справедливості та дружби (Японська імперія) грудень 1918 - березень 1919
- Реформістський клуб (Японська імперія) 8 листопада 1922 - травень 1925
- Партія друзів ортодоксальної конституції (Японська імперія) 29 січня 1924 - 1 червня 1927
- Кокумін Досікай (Японська імперія) 23 квітня 1924 - 24 січня 1932 року
- Клуб Чусей (Японська імперія) травень 1924 - 1925
- Кокумін Домей: 1932-1940, заснований Сейго Накано
- Комуністична партія Японії (1922–1925; до 1935 у підпіллі) Хітосі Ямакава та Фукумото Кадзуо
- Японська пролетарська партія: березень 1937- грудень1937, заснований Судзукі Мусабуро
- Робітничо-фермерська партія: 1926-1928 заснована Ояма Ікуо
- Конституційно-демократична партія: 1927-1940, заснований Хамаґуті Осаті
- Асоціація друзів конституційного правління: 1900-1940 рр., засновник Іто Хіробумі
- Rikken Teisetō: 1882-1883, заснований Фукуічі Ген'ічіро
- Rōdō Nōmintō :1926-1928
- Соціал-демократична партія 1926-1932, заснований Абе Ісоо
- Шакай Тайшуто: 1932-1940, заснований Абе Ісоо
- Тохокай: 1936-1940, заснований Сейго Накано

При цьому варто зазначити, що до вищевикладеного списку не входять японські ультранаціоналістичні організації, які (хоча й мали політичну програму) не брали безпосередньої участі у виборчому процесі в Японській імперії, висуваючи власних кандидатів на державні посади. Так само цей список не включає японські політичні фракції що діяли в середині японській армії, які також не були справжніми політичними партіями.